# أنخيل كمريلو
أنخيل كمريلو (بالإسبانية: Ángel Camarillo)‏ مواليد 11 مارس 1959 في مدريد، هو دراج إسباني سابق.

## روابط خارجية
- أنخيل كمريلو على موقع أرشيف الدراجات (الإنجليزية)
- أنخيل كمريلو على موقع إحصائيات الدراجات الإحترافية (الإنجليزية)